# Hauçás
Os hauçás ou haúças (em inglês: Hausa) são um povo do Sael africano ocidental que se encontra principalmente no norte da Nigéria e no sudeste do Níger. Também há populações significativas em áreas do Egito, Sudão, Camarões, Gana, Costa do Marfim e Chade, ademais de pequenos grupos espalhados pela África ocidental e na rota tradicional do Haje muçulmano, através do Saara e do Sael. Muitos hauçás mudaram-se para cidades maiores e mais próximas do litoral, como Lagos, Acra, Cumasi e Cotonu, bem como para países como a Líbia, à procura de empregos com salários pagos em espécie. Todavia, a maioria dos hauçás continua a viver em pequenos vilarejos, onde praticam a agricultura e a pecuária, incluindo gado. Falam a língua hauçá, do grupo chadiano da família linguística afro-asiática.

## História e cultura
Cano, na Nigéria, é considerada o centro comercial e cultural dos hauçás. Em termos de relações culturais com outros povos da África Ocidental, os hauçás são culturalmente e historicamente próximos dos fulas, songais, mandês e tuaregues, bem como outros grupos afro-asiáticos e nilo-saariano ainda no Oriente Chade e Sudão. A lei islâmica (xaria) é de forma livre a lei da terra e é entendida o tempo todo por qualquer praticante do islamismo, conhecidas no hauçá como um Mallam (ver Maulana).
Os povos hauçás entre 500 e 700, que tinham sido movidos lentamente para o oeste da Núbia e misturados a populações locais do Norte e Centro da Nigéria, estabeleceram uma série de fortes estados na região que é agora o Norte e Centro da Nigéria e o Leste do Níger. Com o declínio de Noque e Socoto, que tinham controlado anteriormente as regiões central e norte da Nigéria, entre 800 e 200 a.C., os hauçás foram capazes de emergir como um novo poder na região. Intimamente ligados com os canúris do Canem-Bornu (Lago Chade), a aristocracia hauçá adotou o Islão no século XI.
Os hauçás são muçulmanos, embora no passado adotassem práticas animistas, que ainda são encontradas em partes mais remotas. Têm sido importantes da disseminação do islamismo na África ocidental, por meio de contatos econômicos, de comunidades comerciais da diáspora hauçá e da política.